# Carl Gustaf Lewenhaupt
Carl Gustaf Moritz Thure Lewenhaupt (Örebro, 7 de gener de 1884 – Estocolm, 11 de maig de 1935) va ser un militar i genet suec que va competir a començaments del segle xx.
El 1920 va prendre part en els Jocs Olímpics d'Anvers, on va guanyar la medalla de bronze en la prova del salts d'obstacles individual, amb el cavall Mon Coeur, del programa d'hípica. Quatre anys més tard, als Jocs de París, disputà dues proves del programa d'hípica. Guanyà la medalla de plata en la prova del concurs complet per equips, mentre en la prova individual abandonà.
Lewenhaupt procedia d'una família noble, car el seu pare era el comte Carl-Johan Lewenhaupt. El 1904 aconseguí el grau de segon tinent al regiment de dragons reial i va ser ascendit a tinent el 1906. Després de completar els seus estudis al Col·legi de Defensa Nacional entre 1909 i 1911 i a l'Escola d'Equitació Francesa a Saumur, va servir durant un curt període a l'exèrcit belga el 1913. Va servir a l'Estat Major entre 1912 i 1914 i de 1916 a 1922, aconseguint el rang de capità el 1917. Posteriorment va dirigir la policia ferroviària sueca i fou membre fundador del Brunkeberg Club, una associació nacionalista sueca.